# Samoa-Occidentales aux Jeux olympiques d'été de 1984
Les Samoa-Occidentales participe aux Jeux olympiques d'été de 1984 à Los Angeles.
C'est la première fois que la nation envoie une délégation, un an après que leur comité national olympique soit créé et reconnu par le CIO en 1984. Il a fallu attendre 20 ans après leur indépendance en 1962 pour voir une délégation samoane au Jeux.
Parmi les huit athlètes samoans, aucun ne parvient à atteindre une place de finaliste.

## Résultats

### Athlétisme
| Athlète      | Épreuve     | Premier tour (ou tour préliminaire) | Premier tour (ou tour préliminaire) | Repêchage (ou premier tour) | Repêchage (ou premier tour) | Demi-finale | Demi-finale | Finale  | Finale  |
| Athlète      | Épreuve     | Temps                               | Rang                                | Temps                       | Rang                        | Temps       | Rang        | Temps   | Rang    |
| ------------ | ----------- | ----------------------------------- | ----------------------------------- | --------------------------- | --------------------------- | ----------- | ----------- | ------- | ------- |
| William Fong | 110 m haies | DNF                                 | -                                   | NC                          | NC                          | Éliminé     | Éliminé     | Éliminé | Éliminé |

| Athlète     | Épreuve          | Qualification | Qualification | Finale      | Finale  |
| Athlète     | Épreuve          | Performance   | Rang          | Performance | Rang    |
| ----------- | ---------------- | ------------- | ------------- | ----------- | ------- |
| Henry Smith | Lancer du disque | 51.90         | 17            | Éliminé     | Éliminé |
| Henry Smith | Lancer du poids  | 16.09         | 19            | Éliminé     | Éliminé |

### Boxe
Quatre boxeurs sont engagés dans le tournoi mais sont éliminés assez rapidement
- Apelu Ioane en catégorie super-légers (-63,5 kg) : il s'impose face à l'Uruguayen Evaristo Mazzon puis est battu par Jorge Maysonet de Porto-Rico
- Salulolo Aumua en catégorie super-welters (-71 kg)  : il perd son combat par KO face à l'Ivorien Aumua Gnohery Sery
- Paulo Tuvale en catégorie moyens (-75 kg)  : il s'impose au premier tour contre le boxeur de Grenade Chris Collins sur arrêt de l’arbitre mais il est battu ensuite par le Portoricain Aristides González aux points.
- Loi Faaeteete en catégorie lourds (-91 kg) : il s'incline face au Tongien Tevita Taufo'ou sur le score de 4 à 1

### Haltérophilie
| Athlète       | Compétition                   | Arraché  | Arraché | Épaulé-jeté | Épaulé-jeté | Total   | Rang |
| Athlète       | Compétition                   | Résultat | Rang    | Résultat    | Rang        | Total   | Rang |
| ------------- | ----------------------------- | -------- | ------- | ----------- | ----------- | ------- | ---- |
| Emile Huch    | Poids lourds moyens (-90 kg)  | 117.5kg  | 25      | 152.5kg     | 21          | 260.0kg | 22   |
| Sione Sialaoa | Poids lourds légers (-100 kg) | 125.0kg  | 14      | 155.0kg     | 11          | 270.0kg | 11   |